# Gran Premio delle Nazioni (ciclismo)
Il Gran Premio delle Nazioni (fr. Grand Prix des Nations) era una corsa a cronometro di ciclismo su strada che si svolse in Francia dal 1932 al 2004, nel mese di settembre. Era considerata la prova a cronometro più ambita e prestigiosa prima dell'introduzione del campionato del mondo di specialità.

## Storia
La corsa venne creata nel 1932, e nel corso dei decenni fu spesso considerata come campionato del mondo a cronometro non ufficiale. Nacque dall'idea di Gaston Béna, editore del quotidiano parigino Paris-Soir, il più importante quotidiano anteguerra, che, insieme al collega Albert Baker d'Isy, si ispirarono al Campionato del mondo di ciclismo su strada di Copenaghen del 1931, corso nell'inusuale versione a cronometro. Baker d'Isy decise di chiamare la gara "Grand Prix des Nations".
Durante la seconda guerra mondiale la gara non si interruppe completamente, a differenza della quasi totalità delle gare internazionali e nazionali, ma addirittura raddoppiò e, sia nel 1941 che nel 1942, vennero disputate due prove, una nella zona del governo Pétain e l'altra nella zona occupata dai nazisti. Nel 1943 si ritornò ad un'unica prova con chilometraggio inferiore rispetto alle prime edizioni; dai 142 km del primo anno si giungerà ai 70 del 2004.
Dal 1991 al 1993 la gara fu parte del calendario di Coppa del mondo, costituendone la prova conclusiva. Nel 1991, nell'edizione corsa a Bergamo, fu associato allo storico Trofeo Baracchi. Con la nascita nel 1994 del Campionato del mondo a cronometro e con l'introduzione della prova contro il tempo anche nel calendario olimpico, la competizione perse di importanza e nel 2005 con la nascita del circuito UCI ProTour l'evento fu rimosso dal calendario UCI.

## Percorso
La prima edizione partì dal castello di Versailles e percorse un triangolo attraverso Rambouillet, Maulette, Saint-Rémy-les-Chevreuse, Versailles e Boulogne-Billancourt per finire nel "Vélodrome Buffalo" dove il fondatore del Tour de France, Henri Desgrange, ottenne il primo record dell'ora nel 1893. Ci furono tre ascese, una nei primi 100 km su pavé e l'ultima negli ultimi 40, passando attraverso i boschi della Vallée de Chevreuse, un'area popolare ai ciclisti. La distanza percorsa fu di 142 km.
La distanza variò poi negli anni. Fino al 1955 rimase approssimativamente di 140 km, poi scese a 100 km. Dal 1965 raramente superò i 90 km, con molte prove corse su un tracciato di 75 km.
La gara venne disputata in diverse zone della Francia; l'edizione del 1991 fu corsa a Bergamo in Italia e nel 1992 a Palma di Maiorca in Spagna.

## Albo d'oro
Aggiornato all'edizione 2004.
| Anno    | Vincitore              | Secondo                   | Terzo                  |
| ------- | ---------------------- | ------------------------- | ---------------------- |
| 1932    | Maurice Archambaud     | Alfredo Bovet             | Léon Le Calvez         |
| 1933    | Raymond Louviot        | Léon Le Calvez            | Marinus Valentijn      |
| 1934    | Antonin Magne          | Amédée Fournier           | Luciano Montero        |
| 1935    | Antonin Magne          | Edgard De Caluwé          | Luciano Montero        |
| 1936    | Antonin Magne          | Pierre Cogan              | Luciano Montero        |
| 1937    | Pierre Cogan           | Maurice Archambaud        | Georges Speicher       |
| 1938    | Louis Aimar            | Gerrit Schulte            | Amédée Fournier        |
| 1939-40 | non disputato          | non disputato             | non disputato          |
| 1941    | Louis Aimar            | Yvon Marie                | Louis Gauthier         |
| 1941    | Jules Rossi            | Fernand Mithouard         | Ferdi Kübler           |
| 1942    | Émile Idée             | Odiel Van Den Meersschaut | Jules Rossi            |
| 1942    | Jean-Marie Goasmat     | Eugenio Galiussi          | Pierre Cogan           |
| 1943    | Jozef Somers           | Jules Rossi               | Maurice Clautier       |
| 1944    | Émile Carrara          | Jules Rossi               | Émile Idée             |
| 1945    | Eloi Tassin            | Émile Carrara             | Albert Dubuisson       |
| 1946    | Fausto Coppi           | Émile Idée                | André Mahé             |
| 1947    | Fausto Coppi           | Émile Idée                | Fiorenzo Magni         |
| 1948    | René Berton            | Ferdi Kübler              | Eloi Tassin            |
| 1949    | Charles Coste          | Wim van Est               | Maurice Blomme         |
| 1950    | Maurice Blomme         | René Berton               | Antonin Rolland        |
| 1951    | Hugo Koblet            | Fausto Coppi              | René Berton            |
| 1952    | Louis Bobet            | Maurice Blomme            | Yvon Marrec            |
| 1953    | Jacques Anquetil       | Roger Creton              | Agostino Coletto       |
| 1954    | Jacques Anquetil       | Jean Brankart             | Isaac Vitre            |
| 1955    | Jacques Anquetil       | Albert Bouvet             | Marcel Janssens        |
| 1956    | Jacques Anquetil       | Albert Bouvet             | Miguel Bover           |
| 1957    | Jacques Anquetil       | Ercole Baldini            | Aldo Moser             |
| 1958    | Jacques Anquetil       | Gérard Saint              | Michel Vermeulin       |
| 1959    | Aldo Moser             | Roger Rivière             | Alcide Vaucher         |
| 1960    | Ercole Baldini         | Joseph Vloeberghs         | Raymond Mastrotto      |
| 1961    | Jacques Anquetil       | Gilbert Desmet            | Aldo Moser             |
| 1962    | Ferdinand Bracke       | Jean-Claude Lebaube       | Claude Valdois         |
| 1963    | Raymond Poulidor       | Ferdinand Bracke          | Walter Boucquet        |
| 1964    | Walter Boucquet        | Arie den Hartog           | Claude Valdois         |
| 1965    | Jacques Anquetil       | Rudi Altig                | Raymond Poulidor       |
| 1966    | Jacques Anquetil       | Felice Gimondi            | Eddy Merckx            |
| 1967    | Felice Gimondi         | Bernard Guyot             | Robert Hagmann         |
| 1968    | Felice Gimondi         | Herman Van Springel       | Luis Ocaña             |
| 1969    | Herman Van Springel    | Raymond Poulidor          | Davide Boifava         |
| 1970    | Herman Van Springel    | Ole Ritter                | Luis Ocaña             |
| 1971    | Luis Ocaña             | Joop Zoetemelk            | Leif Mortensen         |
| 1972    | Roger Swerts           | Joop Zoetemelk            | Yves Hézard            |
| 1973    | Eddy Merckx            | Luis Ocaña                | Joop Zoetemelk         |
| 1974    | Roy Schuiten           | Dirk Baert                | Paul Lanoo             |
| 1975    | Roy Schuiten           | Joop Zoetemelk            | Bernard Thévenet       |
| 1976    | Freddy Maertens        | Roy Schuiten              | Bernard Thévenet       |
| 1977    | Bernard Hinault        | Joop Zoetemelk            | Jørgen Marcussen       |
| 1978    | Bernard Hinault        | Francesco Moser           | Hennie Kuiper          |
| 1979    | Bernard Hinault        | Francesco Moser           | Joop Zoetemelk         |
| 1980    | Jean-Luc Vandenbroucke | Daniel Gisiger            | Bert Oosterbosch       |
| 1981    | Daniel Gisiger         | Stephen Roche             | Hans-Henrik Ørsted     |
| 1982    | Bernard Hinault        | Daniel Gisiger            | Bert Oosterbosch       |
| 1983    | Daniel Gisiger         | Greg LeMond               | Bert Oosterbosch       |
| 1984    | Bernard Hinault        | Sean Kelly                | Stephen Roche          |
| 1985    | Charly Mottet          | Thierry Marie             | Jean-Luc Vandenbroucke |
| 1986    | Sean Kelly             | Laurent Fignon            | Jean-François Bernard  |
| 1987    | Charly Mottet          | Jean-François Bernard     | Marino Lejarreta       |
| 1988    | Charly Mottet          | Laurent Fignon            | Michael Wilson         |
| 1989    | Laurent Fignon         | Thomas Wegmüller          | Charly Mottet          |
| 1990    | Thomas Wegmüller       | Erik Breukink             | Tony Rominger          |
| 1991    | Tony Rominger          | Erik Breukink             | Thomas Wegmüller       |
| 1992    | Johan Bruyneel         | Tony Rominger             | Vjačeslav Ekimov       |
| 1993    | Armand de Las Cuevas   | Stephen Hodge             | Eddy Seigneur          |
| 1994    | Tony Rominger          | Francis Moreau            | Thierry Marie          |
| 1995    | non disputato          | non disputato             | non disputato          |
| 1996    | Chris Boardman         | Bjarne Riis               | Abraham Olano          |
| 1997    | Uwe Peschel            | Marc Streel               | Chris Boardman         |
| 1998    | Francisque Teyssier    | Gilles Maignan            | Marc Streel            |
| 1999    | Serhij Hončar          | Chris Boardman            | Jens Voigt             |
| 2000    | Lance Armstrong        | Raivis Belohvoščiks       | László Bodrogi         |
| 2001    | Jens Voigt             | László Bodrogi            | Jean Nuttli            |
| 2002    | Uwe Peschel            | László Bodrogi            | Jurij Krivcov          |
| 2003    | Michael Rich           | Bert Roesems              | Serhij Hončar          |
| 2004    | Michael Rich           | Uwe Peschel               | José Iván Gutiérrez    |